# Мехико
Ме́хико (исп. Ciudad de México, аст. Āltepētl Mēxihco) — столица Мексики, крупнейший политический, экономический и культурный центр страны, относится к глобальным городам «альфа» и ведущим финансовым центрам Северной Америки.
Население — 9 209 944 человека (на 2020 год ). В пределах агломерации проживает 21 миллион человек (на 2020 год, девятая по величине агломерация в мире). Расположен в межгорной котловине на Мексиканском нагорье, на высоте 2240 метров над уровнем моря. Климат субтропический.
Разделён на 16 районов. До 2016 года образовывал федеральный округ, в рамках политической реформы 2015 года был уравнен в правах со штатами, получив собственные конституцию и конгресс. С 1325 по 1521 год город имел название Теночтитлан. В 1521 году был разрушен и отстроен заново испанским завоевателем Эрнаном Кортесом. С 1821 года — столица независимой Мексики.

## Этимология
Город был основан ацтеками в 1325 году под названием Теночтитлан, что означает «место кактусовой скалы», но так как в этом городе находились храмы в честь ацтекского бога войны Мехитли, в ходу было и второе название города — Мехико (где ко — суффикс места). Именно это второе название было усвоено испанскими завоевателями после окончательного захвата города в начале XVI века. Для русскоязычной традиции характерно различное написание названий страны и её столицы, в отличие, например, от испаноязычной.

## География
Мехико расположен почти в самом центре страны. Город раскинут на возвышенности в южной части Мексиканского нагорья и находится на высоте 2240 м над уровнем моря. Со всех сторон окружён горами.
По причине высокого уровня загрязнённости воздуха выхлопными газами в черте города над ним постоянно нависает густое облако смога, однако небо остаётся высоким и лазурно-голубым, особенно в весенне-летнее время. В течение всего года время от времени отмечаются небольшие подземные толчки, которые обычно не причиняют особого беспокойства местным жителям и не вызывают разрушений. Иногда в Мехико происходят и более сильные землетрясения. Самое крупное из землетрясений в городе — 19 сентября 1985 года, 7 часов 19 минут по местному времени, в результате которого погибли 10 тысяч человек и рухнула 100-метровая телебашня. На территории города нередки пыльные бури. 
Естественная растительность представлена различными видами пальм, дубом, сосной, пихтой. Встречается завезённое испанскими конкистадорами, возделываемое и впоследствии одичавшее оливковое дерево. В окрестностях города встречается множество видов пернатых.

### Климат
Климат столицы Мексики является субтропическим муссонным. Несмотря на довольно высокие зимние температуры (+13 °C), характерные для северной границы тропиков, температура с ноября по апрель может изредка опускаться ниже 0 градусов. Это происходит из-за большой удаленности города от океана. Средняя температура воздуха в январе составляет +12 °C, в июле — +17 °C. среднегодовое количество осадков — 750 мм.
| Показатель                    | Янв. | Фев. | Март | Апр. | Май  | Июнь | Июль | Авг. | Сен. | Окт. | Нояб. | Дек. | Год  |
| ----------------------------- | ---- | ---- | ---- | ---- | ---- | ---- | ---- | ---- | ---- | ---- | ----- | ---- | ---- |
| Абсолютный максимум, °C       | 28,2 | 29,3 | 33,3 | 33,4 | 33,9 | 33,5 | 30,0 | 28,4 | 28,5 | 28,9 | 29,3  | 28,0 | 33,9 |
| Средний суточный максимум, °C | 21,3 | 22,9 | 25,5 | 26,6 | 26,3 | 24,7 | 23,2 | 23,4 | 22,5 | 22,4 | 21,9  | 21,2 | 23,5 |
| Средняя температура, °C       | 14,6 | 15,0 | 17,4 | 18,7 | 19,0 | 18,5 | 17,4 | 17,5 | 17,1 | 16,2 | 14,9  | 13,9 | 16,6 |
| Средний суточный минимум, °C  | 5,9  | 7,0  | 9,2  | 10,7 | 11,7 | 12,3 | 11,5 | 11,5 | 11,6 | 9,9  | 7,8   | 6,5  | 9,6  |
| Абсолютный минимум, °C        | −4,1 | −4,4 | −4   | −0,6 | 3,7  | 4,5  | 5,3  | 6,0  | 1,6  | 0,0  | −3    | −3   | −4,4 |
| Норма осадков, мм             | 9    | 9    | 13   | 27   | 58   | 157  | 183  | 173  | 144  | 61   | 6     | 8    | 787  |
| Источник: NOAA                |      |      |      |      |      |      |      |      |      |      |       |      |      |

## История

### Теночтитлан
Мехико был основан в 1325 году индейцами-ацтеками. Основатели города — древние ацтеки — первоначально вели кочевой образ жизни и занимались охотой и рыболовством. Их племена появились в окрестностях современного Мехико приблизительно в 1200 году. Согласно древнеиндейскому преданию, сюда им повелел явиться бог солнца Уицилопочтли, который велел ацтекам поселиться в том месте, где им встретится орёл, сидящий на высоком кактусе и удерживающий в клюве змею. Индейцам удалось обнаружить такую местность, которая полностью соответствовала описанию, данному Уицилопочтли, и они решили основать здесь поселение — Теночтитлан (в переводе с ацтекского — «дом кактусовой скалы»), — выросший на западном берегу озера Тескоко, в живописной долине, стал столицей ацтекского государства.
Территория древнего Мехико — Теночтитлана — была около 7,5 км². Теночтитлан пересекала сеть каналов, а сообщение с сушей осуществлялось при помощи дамб, снабжённых подъёмными мостами. Город окружало озеро — точнее, целая система рукотворных водохранилищ, — созданная стараниями поколений ацтеков. Три дамбы соединяли центр города с сушей.
В XV—XVI веках Теночтитлан являлся одним из крупнейших городов в мире: численность населения к началу XVI века составляла почти 500 тыс. человек. Этот величественный город успел просуществовать около двух столетий. Испанские конкистадоры под предводительством Эрнана Кортеса, вступили в Теночтитлан 8 ноября 1519 года. По словам одного из прибывших на остров испанцев, «…такого никто никогда не видел, не слышал и даже во сне не грезил о чём-нибудь подобном тому, что мы тогда увидели». Ацтеки — далеко не мирный народ — военной силой подчинили себе большую часть соседей, но испанцев встретили на удивление радушно, ведь, по древней легенде, изгнанный индейцами бородатый светлолицый — белокожий — бог Кецалькоатль должен был вернуться в год тростникового прута.
Политика Кортеса, однако, привела к конфликту: вспыхнуло восстание, и испанцам Кортеса пришлось оставить Теночтитлан. Потерпев поражение, Кортес пополнил армию людьми и оружием и развернул новое наступление на ацтекскую столицу — Мехико, как уже тогда испанцы называли Теночтитлан. 13 мая 1521 года Э. Кортес торжественно заявил о том, что город переходит во владение короля Испании.

### Мехико
В 1521 году на месте разрушенного Теночтитлана был основан современный Мехико, получивший статус столицы колонии, назвавшейся Новая Испания. В начале колониального периода испанцы решили осушить озеро, не имея возможности поддерживать сложную систему водостока. Жители мексиканской столицы — теперь уже официально называвшейся Мехико — расплачиваются за это опрометчивое решение до сих пор.
В 1810 году в городе вспыхнуло массовое народное восстание: повстанцы решительно выступили против господства испанских завоевателей. В 1821 году, после продолжительной войны за освобождение от испанского владычества, Мексика, наконец, обрела независимость, и Мехико был провозглашён столицей нового государства. В 1847 году, во время Американо-Мексиканской войны из-за территории Техаса, город захватили войска Соединённых Штатов Америки.
В 1910—1917 годах после свержения 30-летней диктатуры генерала П. Диаса в городе развернулась кровопролитная революционная борьба, завершившаяся победой демократической революции. С 1929 года в столице размещается правительство страны, в конце революционного десятилетия в Мехико была проведена национализация предприятий, ранее принадлежащих промышленным фирмам США и Великобритании.
В 1968 году в столице Мексики проводились игры XIX Олимпиады. А в 1970 и 1986 годах Мехико стал одним из городов, принимавших участников чемпионата мира по футболу. Большое значение для развития финансовой и хозяйственной сферы города имеют внешнеторговые отношения с Канадой и США. В 2003 году завершилось строительство небоскрёба «Торре-Майор».

## Население

### Этнический состав
Большинство жителей города — метисы (люди смешанного европейского происхождения и коренного населения). Хотя относительно метисов коренное население Мексики составляет лишь один процент от всех жителей столицы, во всём федеральном округе индейские народности Мексики представлены шире. Более чем 360 тыс. мексиканских индейцев почти всех этнических групп страны проживают в столичном федеральном округе. Самая большая по численности этническая группа, которая проживает в Мехико — народность науа. Другие представители коренных народов, проживающих в федеральном округе, не являются родными для региона, а являются выходцами из других территорий. В городе также живут миштеки, отоми, сапотеки и масауа, пурепеча, майя и другие малочисленные группы.
Довольно часто новое поколение индейцев, которое родилось в Мехико, ассимилируется испаноязычной культурой мегаполиса, преобладающей в нём, хотя с начала XXI века наблюдаются протестные проявления среди представителей коренных народов, проживающих в городе. Большинство индейцев, проживающих в Мехико, перешли на испанский язык, но среди них ещё остаются определённые островки общения на коренных индейских языках, в основном в быту.
В Мексику в поисках лучшей доли постоянно прибывают иммигранты, в основном из более бедных стран Латинской Америки. Федеральный округ также является домом для большинства иностранцев, которые проживают в Мексике. Многочисленные общины испанцев, американцев, аргентинцев, колумбийцев, французов, немцев и ливанцев составляют остальную часть населения столицы, образуя лишь небольшой процент от общего количества населения.

### Языки
Как и во всей Мексике, преобладающим языком в федеральном округе является испанский, на нём говорит подавляющее большинство жителей столицы. Кроме того, в бизнес-среде (в крупном бизнесе) и в научной среде довольно часто употребляется английский язык (хотя говорить на нём, особенно в быту, не принято).
Вследствие проживания на территории города ещё и других малочисленных этнических групп на улицах, однако, можно услышать языки коренных жителей Мексики. Среди них наибольшее число носителей имеют ацтекский (37 450 носителей), отоми (17 083), миштекский (16 268), сапотекский (14 117) и масауа (9 631).

### Религия
Большинство жителей Мехико являются католиками. Большинство опрошенных — крещёные, вера в их понимании означает католицизм, хотя многие из них нерегулярно посещают церковь. Число католиков в федеральном округе значительно сократилось по сравнению с прошлыми годами (при доминировании католицизма). Так, ещё в 1960-е годы это было более чем 90 % от населения федеральной провинции, а в начале XXI века, этот показатель составляет всего 80 %.
Наметилась тенденция к увеличению количества жителей, которые не исповедуют никакой религии, или относятся к иудейскому вероучению, или являются христианами-евангелистами разных ветвей. Среди последних — Свидетели Иеговы, Пятидесятники (особенно в маргинальных районах на востоке, таких как Истапалапа). Одновременно с доминирующей католической церковью в городе распространены ортодоксальные ответвления католицизма, которые процветают в Мехико с различными культами, сочетая народные традиции и верования, но не признаются Римско-католической церковью. Среди них — культ Санта Муэрте, особо популярный в районах Тепито и Ла-Мерсед. Также имеются последователи сантерии — афро-карибского христианского культа — и шаманизма, который исповедуют в основном выходцы из штатов Оахака и Веракрус. Кроме того, город имеет крупнейшую еврейскую общину в стране и очень небольшую мусульманскую общину.

### Перенаселённость
Нынешняя территория федерального округа исторически была одним из самых населённых районов Мексики. На начало эры Независимости город начал «расползаться» до района Куаутемок (исп. Cuauhtémoc). В начале XX века во времена Порфирио Диаса состоятельные жители Мехико начали переселяться на юг и запад города. Вскоре такие пригородные поселения, как Мискоак или Сан-Анхель, были преобразованы в места отдыха или места проживания сливок мексиканского общества. Впоследствии тенденция переноса своих резиденций в западную часть города была закреплена на протяжении XX века последующими поколениями верхних слоёв мексиканцев.
А земли, отвоёванные у озера в связи с высыханием его бассейна, были использованы для построения новых жилых районов для представителей среднего и низшего классов, которые впоследствии называли колониями. Первой была колония Докторес (исп. Doctores), основанная столетие назад, затем появилась колония Аркитектос (исп. Arquitectos). Потом были открыты колонии для иммигрантов и низшего класса — Обрера и Морелос, а районы-колонии Рома и Хуарес Порфирио занимала буржуазия.
В 1950 году в пределах города Мехико началось большое наводнение, которое уничтожило большое количество жилья. Но уже в течение следующего десятилетия население Мехико удвоилось, а с интервалом чуть больше двадцати лет оно продолжает удваиваться. Этот рост обусловлен высокой концентрацией промышленных объектов и экономической деятельности в долине Мехико. Экономическая концентрация в Мехико поощряла иммиграцию человеческого ресурса из других округов республики, особенно бедных — Пуэбла, Идальго, Оахака и Мичоакан. С 1985 года большая часть их населения стала обживать южные окраины Мехико.

## Административное деление
Центральная и южная части города вместе с южными предгорьями образуют особую административную единицу в составе Мексики. До политической реформы 2016 года это был Федеральный округ на уровне штата Мексики. С 29 января 2016 года Федеральный округ преобразован в город Мехико с собственной конституцией и получил значительную самостоятельность. Практически вся остальная часть городской агломерации входит в различные муниципалитеты северо-восточной части штата Мехико и лишь в один муниципалитет штата Идальго.
Город Мехико делится на 16 районов, называемых разграниченные территории (исп. demarcaciones territoriales, до 2016 года — исп. delegaciones):
1. Альваро Обрегон (Álvaro Obregón)
2. Аскапоцалько (Azcapotzalco)
3. Бенито Хуарес (Benito Juárez)
4. Койоакан (Coyoacán)
5. Куахимальпа де Морелос (Cuajimalpa de Morelos)
6. Куаутемок (Cuauhtémoc)
7. Густаво А. Мадеро (Gustavo A. Madero)
8. Истакалько (Iztacalco)
9. Истапалапа (Iztapalapa)
10. Магдалена Контрерас (Magdalena Contreras)
11. Мигель Идальго (Miguel Hidalgo)
12. Мильпа Альта (Milpa Alta)
13. Тлауак (Tláhuac)
14. Тлальпан (Tlalpan)
15. Венустиано Карранса (Venustiano Carranza)
16. Сочимилько (Xochimilco)

## Транспорт
Перенаселённость Мехико создаёт проблему гигантских автомобильных пробок на автомагистралях. Из-за высокого уровня загрязнённости воздуха над городом нависает густое облако смога. Для решения данной проблемы власти строят дороги и дорожные развязки. А также введено ограничение эксплуатации личных автомобилей — все автомобили старше 8 лет не разрешено эксплуатировать 1 день в неделю и 1 субботу в месяц.
Распространённым и удобным видом транспорта остаётся такси, причём преобладают яркие зелёные автомобили Фольксваген Жук. С 2010 года власти Мехико взяли курс на постепенный вывод из таксопарка неэкологичного «Жука». Одновременно окраска такси сменилась на золотисто-коричневую, перекраска происходит за счёт бюджета. Новейшее изменение — такси бело-розового цвета с надписью «CDMX» (Ciudad de México), практически полностью вытеснившее золотисто-коричневое на 2025 год.

### Городской
Основным общественным транспортом в Мехико является метрополитен, самый протяжённый в Латинской Америке. В центре он проходит под землёй, а на окраинах выходит на поверхность. Ежедневно в метро перемещается свыше 4 млн человек.
По городу также можно передвигаться на троллейбусе, скоростном трамвае, больших автобусах и «песерос», аналогах российских маршруток. Существует новый вид общественного транспорта — метробус, скоростной сочленённый автобус, курсирующий по специально выделенным полосам по центру автодорог, полосы отделены специальными отбойниками, не позволяющими въехать на них другому транспорту, соответственно, остановки метробуса находятся по центру дорог, так же, как трамвайные остановки.

### Междугородный
Главный аэропорт Мехико — Международный аэропорт имени Бенито Хуареса. С 2022 года гражданские рейсы начал обслуживать международный аэропорт имени Фелипе Анхелеса , героя Мексиканской революции.

## Культура
В Мехико расположен ряд университетов. В числе высших учебных заведений, открытых в столице, — Национальный автономный университет Мексики (крупнейший в Латинской Америке), Национальный политехнический институт, Ибероамериканский Университет и другие.
Олимпийский стадион (1951—1953 гг.), стадион «Ацтека» (1968 г.) Всего в столице насчитывается более 20 только футбольных стадионов.
Знаменитое празднование Дня мёртвых, которое проходит в ночь с 1 на 2 ноября, содержит в себе элементы католической традиции и древнеиндейского культа смерти.

### Парки
Неподалёку от Сокало разбит городской парк Аламеда. Проспект Пасео-де-ла-Реформа заканчивается у парка Чапультепек, где когда-то находилась летняя резиденция императора Монтесумы. Это самое популярное место развлечений с аттракционами и зоопарком, здесь же расположено множество музеев. Вблизи парка раскинулась Сона Роса, известный район баров и ресторанов. Примерно в десяти кварталах к югу находится богемный район Кондеса, где располагаются Парк Мексика и Парк Испании. Помимо крупных парков, таких, как Чапультепек, Виверос де Койоакан, Серро де ла Эстрелья, в городе существуют десятки парков меньшего размера. Среди самых известных — Parque Hundido («Утонувший парк», находится в небольшом овраге), Parque de los Venados, Parque Lincoln. Есть и Jardín Pushkin (сад Пушкина).

### Музеи и библиотеки
В столице открыто более 100 музеев, в их числе Национальный исторический музей, экспозиция которого повествует о развитии истории и культуры Мексики. После её завоевания испанцами имеется множество музеев, посвящённых искусству, в том числе колониального искусства Мексики, современного искусства и международного искусства. Имеются также Национальный музей антропологии, в котором хранится коллекция экспонатов, отражающих развитие культур майя, ацтеков и других коренных народов Мексики; Музей естественной истории; Музей современного искусства «Полифорум», в котором представлены работы Д. Сикейроса; Университетский музей современного искусства; Национальный музей пластических искусств, Галерея современного и древнего искусства и другие. Каждый год в городе проходит Международная книжная ярмарка.
В Мехико находится несколько[уточнить] библиотек: Национальная, Библиотека Васконселос, Библиотека Бенджамина Франклина, Библиотека имени Франсиско Хавьера Клавихеро (принадлежит Ибероамериканскому университету), Библиотека Конгресса, Центральная библиотека (принадлежит Национальному автономному университету).

### Архитектура
В городе расположено множество монументов и уникальных зданий (их в Мехико насчитывается более 1400). На территории Мехико имеется также 10 археологических парков.
Среди достопримечательностей Мехико — пирамида ацтеков (XIV в.), Национальный кафедральный собор (1563—1667 гг.), здание госпиталя Хесус Насарено (XVI в.), муниципальный дворец (1720 г.), Национальный дворец (1792 г.), в котором в настоящее время располагаются президентская резиденция и парламент страны, часовня Саграрио Метрополитано (XVIII в.). Большую историческую ценность представляет ряд монастырей, построенных в XVII—XVIII вв.
Национальный кафедральный собор, являющийся одним из красивейших храмовых сооружений города, был возведён по проекту архитекторов К. де Арсиньега и А. Пересде Кастаньеда, а в конце XVIII—начале XIX в. достраивался лучшими городскими зодчими, применившими сочетание классического стиля и барокко для придания собору нового гармоничного облика. Это сооружение является самым старым христианским храмом в Америке. Национальный кафедральный собор, а также национальный дворец располагаются на центральной площади города — Сокало (площадь Конституции). К памятникам старины относятся замок Чапультепек, в котором ранее находилась президентская резиденция, и базилика Святой Девы Гваделупской — сооружение, являющееся главной святыней для католических жителей Мехико и всей страны.
К произведениям современной архитектуры можно отнести многочисленные общественные здания, построенные в период с 1930-го по 1970 год, в частности Университетский городок (1949—1954 годы). В Мехико находится одно из самых известных сооружений Латинской Америки — небоскрёб Torre Latinoamericana (Латиноамериканская башня). Рядом берёт начало целый «проспект небоскрёбов» — Пасео-де-ла-Реформа, респектабельный, просторный, с многочисленными деловыми центрами, самыми дорогими гостиницами, зданиями Национальной лотереи, Центральной фондовой биржей. Здесь же расположен и престижный район Поланко со своими многочисленными музеями, бизнес-центрами, ресторанами, роскошными магазинами и торговыми центрами.
В Мехико находится главная католическая святыня Латинской Америки — плащ с образом святой Девы Марии Гваделупской, вывешенная в специально отстроенной базилике и служащая объектом паломничества верующих со всего мира.
В 2022 году в районе Мигель Идальго была установлена скульптура «Глаз Мексики» (исп. El Ojo de México) в виде огромного кольца, покрытого экранами, — первое в Латинской Америке произведение искусства, использующее искусственный интеллект.

- Национальный дворец
- Ангел независимости
- Фонтан «Диана-охотница»
- Деловой район

## Города-побратимы
- Андорра-ла-Велья, Андорра
- Арекипа, Перу
- Афины, Греция
- Бейрут, Ливан
- Берлин, Германия (1 сентября 1993)[17]
- Богота, Колумбия
- Буэнос-Айрес, Аргентина (2006)
- Гавана, Куба (25 сентября 1997)
- Гвадалахара, Мексика (1996)
- Гватемала, Гватемала (1998)
- Гуанахуато, Мексика (1996)
- Джакарта, Индонезия
- Долорес-Идальго, Мексика (1 сентября 2008)[18]
- Доха, Катар
- Кадис, Испания (2009)[19]
- Каир, Египет
- Калининград, Россия
- Каракас, Венесуэла
- Киев, Украина (25 сентября 1997)[20][21]
- Куско, Перу (17 июня 1987)[22]
- Ла-Пас, Боливия
- Лима, Перу
- Лиссабон, Португалия
- Лондон, Великобритания
- Лос-Анджелес, США (11 декабря 1969)
- Мадрид, Испания (17 ноября 1983)
- Манила, Филиппины
- Маракайбо, Венесуэла
- Монтевидео, Уругвай
- Монтеррей, Мексика (2003)
- Муром, Россия (2010)
- Нагоя, Япония (15 февраля 1978)
- Никосия, Кипр
- Нью-Йорк, США
- Ньярдо, Италия
- Панама, Панама
- Париж, Франция
- Пекин, Китай
- Ранчи, Индия
- Рио-де-Жанейро, Бразилия
- Росарио, Аргентина (2010)[23]
- Самарканд, Узбекистан (2010)
- Сан-Паулу, Бразилия
- Сан-Сальвадор, Сальвадор (14 сентября 1979)
- Сан-Хуан, Пуэрто-Рико
- Санто-Доминго, Доминиканская Республика
- Сантьяго, Чили
- Сеул, Республика Корея (30 августа 1993)
- Сидней, Австралия
- Стамбул, Турция
- Стокгольм, Швеция
- Сьюдад-Хуарес, Мексика
- Тель-Авив, Израиль
- Торонто, Канада
- Хьюстон, США
- Чикаго, США
- Штутгарт, Германия
- Эль-Кувейт, Кувейт

## Комментарии
1. ↑  Официально федеральный округ упразднен 30 января 2016 года, после вступления в силу декрета, изменявшего и отменявшего ряд положений Конституции Мексиканских Соединенных Штатов в области политического статуса Мехико, опубликованного в Diario Oficial de la Federación[исп.]
  - «Decreto publicado por la Secretaría de Gobernación mexicana por el que se declaran reformadas y derogadas diversas disposiciones de la Constitución Política de los Estados Unidos Mexicanos, en materia de la reforma política de la Ciudad de México» Архивная копия от 27 ноября 2017 на Wayback Machine